# Animales fantásticos: los secretos de Dumbledore
Animales fantásticos: Los Secretos de Dumbledore es una película británica-estadounidense dirigida por David Yates, y escrita por J. K. Rowling y Steve Kloves. La secuela de Animales fantásticos y dónde encontrarlos (2016) y Animales fantásticos: Los crímenes de Grindelwald (2018), es la tercera entrega de la serie de películas de Animales fantásticos y la undécima de la franquicia Mundo Mágico. La cinta está protagonizada por Eddie Redmayne como Newt Scamander y Jude Law como Albus Dumbledore, junto a Ezra Miller, Dan Fogler, Alison Sudol, William Nadylam, Callum Turner, Jessica Williams, Victoria Yeates, Poppy Corby-Tuech, Fiona Glascott, Katherine Waterston, Maria Fernanda Cândido, Richard Coyle, Oliver Masucci, Aleksandr Kuznetsov y Mads Mikkelsen como Gellert Grindelwald. Ambientada unos años después de los eventos de la anterior película, sigue a Albus Dumbledore encargando a Newt Scamander y sus aliados una misión que los lleva al corazón del ejército del mago tenebroso Gellert Grindelwald.
La fotografía principal estaba programada para comenzar a inicios de 2020, pero fue pospuesta debido a la pandemia de COVID-19; finalmente, el rodaje comenzó en septiembre de 2020. Fue estrenada el 15 de abril de 2022.

## Resumen
La historia, que tiene lugar en Bután y en Berlín, Alemania, ocurre varios años después de los eventos de Los crímenes de Grindelwald y sigue la participación de los seguidores de Grindelwald en el Mundo Mágico, años antes de la Segunda Guerra Mundial en el Mundo de los Muggles. Con el poder de Grindelwald en aumento, Albus Dumbledore encomienda a Newt Scamander y sus amigos una misión que los llevará a enfrentarse con el ejército de Grindelwald, y al mismo tiempo, provocará que él mismo reflexione sobre cuánto tiempo permanecerá al margen en la guerra que se avecina.

## Argumento
Albus Dumbledore llega a un salón de té y se reúne con Grindelwald; quien le dice que planea destruir el mundo Muggle y que no puede hacer nada para detenerlo. Luego, en Kweilin, China, el magizoólogo británico Newt Scamander ayuda a un Qilin, una criatura mágica que puede ver en el alma de una persona, así como el futuro, a dar a luz, pero su encuentro es súbitamente interrumpido cuando unos acólitos del mago tenebroso Grindelwald, dirigidos por Credence Barebone, atacan y matan a la madre y secuestran a la cría recién nacida. Por otro lado, Newt sobrevive a la emboscada y se reúne con la moribunda madre del Qilin, donde este le pide disculpas por no poder salvar a su cría, sin embargo se revela que la Qilin en realidad había dado a luz a dos gemelos, siendo este último el más joven, por lo que Newt acoge a este último y le promete a la madre de este que lo cuidará con su vida, tras lo cual finalmente la madre Qilin muere, Newt se queda dormido y es transportado por un ave. Al regresar de vuelta a Nurmengard, el mismo Grindelwald recibe a la criatura y posteriormente la mata, cortándole la garganta, para luego aprovechar su capacidad de precognición.
Incapaz de luchar contra Grindelwald debido a un pacto de sangre, Albus Dumbledore recluta a Newt, a su hermano Theseus, a la bruja estadounidense Lally Hicks, al mago Yusuf Kama y al muggle Jacob Kowalski para frustrar el plan de Grindelwald para dominar el mundo. Se reúnen en un tren y Newt revela que Tina está ocupada con el Magicongreso Único de la Sociedad Americana (MACUSA); y le da a Theseus una corbata, a Bunty un papel con instrucciones, a Lally un libro, y a Jacob una varita. Yusuf Kama es plantado como espía en el círculo íntimo de Grindelwald mientras que el resto del grupo es enviado a Berlín, Alemania. Allí, el grupo es testigo de cómo la Confederación Internacional de Magos (CIM) absuelve a Grindelwald de todos los cargos penales y, posteriormente, este se postula para el cargo de Jefe Supremo.
Los acólitos de Grindelwald, que han socavado el Ministerio de Magia alemán, arrestan a Theseus y planean asesinar a uno de los competidores de Grindelwald, la candidata brasileña Vicência Santos. Dumbledore les da a Newt y Lally sus próximas tareas: rescatar a Theseus y detener el asesinato. Mientras tanto, Grindelwald ha enviado a Credence a asesinar a Albus Dumbledore. Albus y Credence se enfretan; Albus derrota rápidamente a Credence y se revela que es el hijo ilegítimo de su hermano menor, Aberforth.
Newt va a la prisión de Erkstag y encuentra a Theseus. luego escapan de la prisión. Mientras tanto, Lally y Jacob van a una cena de los candidatos, Jacob se reencuentra con Queenie, pero ella lo ignora. Lally va a ver a Santos, y se da cuenta de que le sirven una copa de vino envenenada, ella la tira a una pared y frustra el intento de asesinato; sin embargo, Jacob le apunta con su varita a Grindelwald para que deje ir a Queenie, y es posteriormente incriminado por intentar matar a Grindelwald. Lally hace que Jacob haga un hechizo de tormenta, y llega Helmut para capturarlo. Lally lanza el libro que Newt le dio y toma a Jacob y escapan (siendo éste un traslador). Mientras Newt y Theseus escapan de la prisión, son atacados por una mantícora. La mantícora atrapa a Theseus y mientras cae, Newt le lanza la corbata que le dio y son transportados a Hogwarts.
El equipo se reúne en Hogwarts y Albus revela que los líderes del mundo mágico se reunirán en Bután, donde el nuevo Jefe Supremo será elegido por la antigua tradición de ser encontrado digno por un Qilin, que se inclina ante los puros de corazón; luego, van a cenar con Aberforth. Usando magia para revivir al Qilin que mató antes, Grindelwald descubre que había otra Qilin y amenaza a Credence dándole una última oportunidad. El equipo se prepara para ir a Bután, usando un traslador en la Sala de Menesteres y cada uno llevará una maleta; y solo en una maleta está la Qilin. Al llegar a Bután, Albus y Jacob son perseguidos por seguidores de Grindelwald, Jacob abre la maleta y la deja, luego, llega un seguidor de Grindelwald y se encuentra la maleta, con pasteles que se multiplican. Lally y Theseus son rodeados por seguidores de Grindelwald y los enfrentan; luego, llegan más seguidores, abren las maletas y son atacados por bludgers y un libro con dientes. 
Newt se encuentra con Henrietta Fischer, que trabaja con Vogel, y le pide su maleta. Newt no confía en ella y no quiere pasarle la maleta, hasta que es aturdido por Zabini; un seguidor de Grindelwald. Luego, Newt despierta y alcanza a Fischer, quien le devuelve la maleta, y se desvanece.
Se da inicio a la ceremonia en la que la Qilin elige al candidato correcto; usan a la Qilin que Grindelwald mató y revivió. Hay 3 candidatos; Vicência Santos, Liu Tao y Grindewald. La Qilin elige a Grindelwald e inmediatamente declara la guerra a todos los muggles y tortura a Jacob por intentar asesinarlo. Sin embargo, Credence, Bunty y Newt lo exponen; siendo Bunty la que llevaba la maleta con la Qilin. Vogel asegura que la Qilin que usaron es la verdadera y la levanta, pero justo la Qilin muere. Se presenta el Qilin sobreviviente, quien posteriormente se inclina ante Albus Dumbledore y luego ante Vicência Santos. Enfurecido, Grindelwald intenta matar a Credence, quien es protegido por Albus y Aberforth. El contacto resultante de los dos hechizos rompe el pacto de sangre que impidió que Dumbledore y Grindelwald se atacaran entre sí, comenzando una batalla entre los dos. Ellos terminan de luchar y Albus le da la espalda, y Grindelwald le pregunta quien lo amaría ahora. Luego, la gente celebra el triunfo de Santos, y todos se acercan a Grindelwald para capturarlo, pero el se encierra en una burbuja como escudo; y dice que nunca fue su enemigo, ni antes ni ahora, y se retira, haciendo una aparición.
Luego, Albus le dice a Newt que fue el destino el que rompió el pacto que tenía con Grindelwald. Aberforth acepta a Credence y regresan a casa, mientras Credence muere. 
Posteriormente, Jacob y Queenie se casan en la panadería del primero en Nueva York, con la mayoría del grupo y Tina Goldstein presentes. Dumbledore observa la ceremonia desde lejos y luego agradece brevemente a Newt antes de partir solo hacia la noche.

## Reparto
- Eddie Redmayne como Newt Scamander:
Un empleado del Ministerio de Magia británico en la División de Bestias del Departamento de Regulación y Control de Criaturas Mágicas, así como un magizoólogo autoproclamado. Jugó un papel importante en la reparación de los eventos de un violento ataque en la ciudad de Nueva York en diciembre de 1926 que involucró a Gellert Grindelwald. Es un confidente de Albus Dumbledore, a pesar de ser un paria de ciertos círculos de la Comunidad Mágica Británica debido a su accidentado pasado.
- Jude Law como Albus Dumbledore:
Un influyente mago que se desempeña como profesor de Defensa Contra las Artes Oscuras en el colegio Hogwarts de Magia y Hechicería. Mantiene un pacto de sangre mágico con Grindelwald, con quien tuvo una relación amorosa cuando era adolescente, lo que les impide enfrentarse en duelo.
- Ezra Miller como Credence Barebone / Aurelius Dumbledore:
El hijo adoptivo perturbado de Mary-Lou Barebone, severamente abusado y oprimido y llamado "Credence Barebone". Enfurecido por el trato que la gente le daba, durante el incidente de 1926 soltó su parásito Obscurus en la ciudad de Nueva York, causando una destrucción generalizada. Sobrevivió en un pequeño fragmento de Obscurus y Grindelwald lo buscó. Inicialmente creyó que era Corvus Lestrange, el medio hermano fallecido de Leta Lestrange. Sin embargo, al final de la segunda película, Grindelwald afirmó que su verdadero nombre es Aurelius Dumbledore y que su hermano, Albus, buscaría matarlo. En la tercera película, se lo identifica como el sobrino de Albus en lugar de su hermano, ya que en realidad es el hijo ilegítimo del hermano de Albus, Aberforth.
- Dan Fogler como Jacob Kowalski:
Un veterano no-maj (Muggle) de la Primera Guerra Mundial, es dueño de una panadería que cuando pide un préstamo al banco en 1926, conoce a Newt, quien se convierte en uno de sus mejores amigos mientras lo ayuda en el incidente Nueva York, conociendo a Queenie Goldstein, de quien se enamora. En la segunda película, su relación con Queenie se deteriora, y el ve como ella pasa a las filas de Grindelwald, haciendo que en la tercera se una al equipo de Newt para vencer a Grindelwald y recuperar a Queenie.
- Alison Sudol como Queenie Goldstein:
La linda y vivaz hermana menor de Tina, quien trabajó junto a ella en el Congreso Mágico de los Estados Unidos de América (MACUSA). Ella tiene el don de Legilimancia natural. Después de ser una alidada en el incidente Nueva York, Queenie intenta casarse con el muggle Jacob, del quien se enamoró, pero sabiendo que el matrimonio entre magos y no-maj (muggle) es ilegal, Jacob rechaza la propuesta de matrimonio a pesar de amarla. Esto causa un derrumbe emocionar en Queenie, que la lleva a unirse a la filas de Grindelwald, convencida de que hará su matrimonio real. Ya en las fuerzas del hechicero, Queenie se da cuenta de que este jamás cumplirá su promesa y que sus actos van contra su moral, por lo que se vuelve en contra de él, y al final logra casarse con Jacob.
- William Nadylam como Yusuf Kama:
Un mago francés de ascendencia senegalesa de una antigua familia mágica y aliado de Newt, quien previamente intentó matar a Credence mientras creía falsamente que era el hijo de su ex padrastro, Corvus Lestrange V.
- Callum Turner como Theseus Scamander:
Hermano mayor de Newt, que es considerado un "héroe de guerra" por su demostración de valentía en la Primera Guerra Mundial; perdió a su prometida Leta en septiembre de 1927, después de que ella se sacrificara en el mitin de Grindelwald en Pere Lachaise, París, para salvar a los hermanos Scamander, continúa siendo Jefe de la Oficina de Aurores del Ministerio Británico de Magia.
- Jessica Williams como Eulalie "Lally" Hicks:
Profesora de Encantamientos en la Escuela Ilvermorny de Magia y Hechicería, que se une contra Grindelwald después de ser contactada por Newt para ayudarlos, convirtiéndose en amiga de Jacob en el camino.
- Victoria Yeates como Bunty:
Asistente indispensable de Newt, que se une a su equipo contra Grindelwald, siendo una pieza clave para la caída del hechicero.[9]
- Poppy Corby-Tuech como Vinda Rosier:
Leal seguidora de Grindelwald.[10]
- Fiona Glascott como Minerva McGonagall:
Profesor de Hogwarts y colega de Albus Dumbledore.[11]
- Katherine Waterston como Tina Goldstein:
Una Aurora estadounidense de MACUSA y actualmente Jefe de la Oficina de Aurores en MACUSA. Es la hermana de Queenie Goldstein y el interés amoroso de Newt. Ella jugó un papel en frustrar a Gellert Grindelwald durante el incidente de Obscurus de 1926, por el cual ella y Newt fueron inicialmente culpados.
- Mads Mikkelsen como Gellert Grindelwald: un poderoso mago tenebroso que ha causado el terror y caos en todo el mundo mágico, debido a que busca liderar un nuevo Orden Mundial Mágico basado en su fuerte creencia en la superioridad mágica, aunque también está muy por debajo de los actos que cometería en años posteriores el mismo Tom Riddle. Tuvo una relación cercana con Dumbledore cuando era adolescente. Mikkelsen reemplaza a Johnny Depp, quien interpretó al personaje en las películas anteriores.[10] Al reemplazar a Depp, Mikkelsen señaló que sería un "suicidio creativo" copiar las representaciones de Depp o Colin Farrell como Grindelwald, después de haber desarrollado su propia versión del personaje, y admitió que debería ser necesario un "puente" entre la actuación de Depp y el suyo,[12] habiendo sido fan de Depp desde sus primeras películas.[13]

Los candidatos para ser jefe supremo de la Confederación Internacional de Magos incluye a Maria Fernanda Cândido como Vicência Santos, ministra de Magia de Brasil; y a Dave Wong como Liu Tao, ministro de Magia de China. Richard Coyle interpreta a Aberforth Dumbledore, el hermano de Albus y padre biológico de Credence, que fue interpretado por Ciarán Hinds en las serie de películas de Harry Potter. Oliver Masucci interpreta a Anton Vogel, director de la Confederación Internacional de Magos.
A su vez, Valerie Pachner aparece como Henrietta Fischer, secretaria del Ministerio de Magia alemán, mientras que Aleksandr Kuznetsov aparece como Helmut, un auror del Ministerio de Magia alemán y acólito de Grindelwald. El reparto secundario también incluye a Maja Bloom como Carrow, Paul Low-Hang como Zabini, Ramona Kunze-Libnow como Edith, Matthias Brenner como Otto y Peter Simonischek como Warder, Wilf Scolding, entre otros. Hebe Beardsall también repite brevemente su papel de Ariana Dumbledore de Harry Potter y las reliquias de la Muerte: parte 2 (2011) en una aparición no acreditada, vista en una pintura mágica.

## Producción

### Desarrollo
En octubre de 2014, Warner Bros. Pictures anunció la película como "al menos" una trilogía, cuya tercera entrega sería estrenada el 20 de noviembre de 2020. En julio de 2016, el director David Yates confirmó que JK Rowling tenía ideas para el guion de la tercera película. En octubre de 2016, se informó que la saga Animales fantásticos comprendería cinco películas, y que Eddie Redmayne participaría de todas las películas, interpretando el papel principal de Newt Scamander, además de que los productores serían Rowling, David Heyman, Steve Kloves y Lionel Wigram. En noviembre de 2016, Yates reveló que dirigiría las cinco películas y declaró: "Me encanta hacer películas y tengo un gran equipo, todos los cuales son como una familia".
En octubre de 2018, Johnny Depp insinuó que volvería a interpretar a Gellert Grindelwald para la tercera película, que comenzaría a filmarse a mediados de 2019. En noviembre de 2019, Warner Bros. anunció que la trama de la película se desarrollaría en Brasil, que la producción comenzaría en la primavera de 2020, y que Steve Kloves, quien anteriormente se había desempeñado como guionista de las películas de Harry Potter, se había unido al proyecto en calidad de co- escritor.

### Casting
En marzo de 2020, se dio a conocer la noticia de que Jude Law, Johnny Depp, Ezra Miller, Alison Sudol, Dan Fogler, Callum Turner, Katherine Waterston y Jessica Williams retomarían sus papeles, junto a Redmayne. El 6 de noviembre, Depp anunció que no volvería a interpretar al mago Grindelwald, puesto que Warner Bros. le pidió su renuncia debido a sus problemas legales personales. El actor había rodado una sola escena desde del inicio de la producción, en septiembre de 2020. Su contrato estipulaba que se le pagaría independientemente de si la película se completó o no; según informes, el salario de Depp oscilaba entre los 10 y los 16 millones de dólares. El 25 de noviembre de 2020, la productora anunció que Mads Mikkelsen reemplazaría a Depp en el papel de Grindelwald.

### Rodaje
La fotografía principal, que estaba programada para comenzar el 16 de marzo de 2020, se pospuso ese mismo día debido a la pandemia de COVID-19. Finalmente, comenzó el 20 de septiembre de ese año, con medidas de seguridad para evitar la propagación del virus. El 3 de febrero de 2021, mientras se rodaba en los estudios Leavesden, de Warner Bros., un miembro del equipo dio positivo por COVID-19, lo que provocó que se detuviera la filmación. El compositor James Newton Howard confirmó más tarde ese mes que la producción había terminado el rodaje.

## Estreno
La película estaba inicialmente programada para ser estrenada el 12 de noviembre de 2021, pero luego de la partida de Depp, la reasignación de su papel a Mikkelsen y los retrasos en el inicio de la filmación, debido a la pandemia de COVID-19, Warner Bros. cambió la fecha para el 15 de julio de 2022. En septiembre de 2021, se anunció oficialmente, que el estreno en Estados Unidos sería el 15 de abril de 2022, así como el título de la película.

## Recepción crítica
Fantastic Beasts: The Secrets of Dumbledore recibió reseñas generalmente mixtas a positivas de parte de la crítica y de la audiencia. En el sitio web especializado Rotten Tomatoes, la película posee una aprobación de 46%, basada en 247 reseñas, con una calificación de 5.4/10 y con un consenso crítico que dice: "Fantastic Beasts: The Secrets of Dumbledore evita algunas de las trampas que plagaron a su predecesora, pero carece de mucha de la magia que atrajo al público al mundo mágico hace muchas películas." De parte de la audiencia tiene una aprobación de 70%, basada en más de 10 000 votos, con una calificación de 3.8/5.
El sitio web Metacritic le dio a la película una puntuación de 47 de 100, basada en 49 reseñas, indicando "reseñas mixtas o promedio". Las audiencias encuestadas por CinemaScore le otorgaron a la película una "B+" en una escala de A+ a F, mientras que en el sitio IMDb los usuarios le asignaron una calificación de 6.2/10, sobre la base de más de 162 000 votos. En la página web FilmAffinity la cinta tiene una calificación de 5.4/10, basada en 10 323 votos.